# Жебел (Тимиш)
Жебел (рум. Jebel) насеље је у Румунији у округу Тимиш у општини Жебел. Oпштина се налази на надморској висини од 83 m.

## Положај
Још од средине 19. века налази се на жељезничкој прузи и има станицу.

## Прошлост
Име места "Жебељ" (Жебел), је по мишљењу неких српских историчара, румунско преиначење српске речи "Жабаљ" (као онај градић у Бачкој).
Према "Румунској енциклопедији" место се помиње 1332. године као "Зепхел". Ту је 1425. године већ постојала трвђава. Први аустријски војни попис 1717. године показује да ту има чак 200 домова. Због доброг положаја да важној саобраћајници 1761. године добија поштанску станицу. Године 1752. добило је место нову православну цркву од чврстог материјала, на месту претходне брвнаре.
Турски путописац Евлија Челебија румелијски беглер-бег је приспео са турском војском у Жебељ, фебруара 1662. године. Ту је његов рођак Мелек Ахмед паша исплатио своју војску (коју су чинили 2000 сејмена, 2000 сариџа и 2000 личне војске) са 79 кеса новца, па распустио (изузев своје личне) да иду кућама.
Из старог пописа Темишварске епархије из 1764. године, види се да је Жебељ седиште пропопијата са 17 села. По Ерлеру аустријском царском ревизору 1774. године Жебељ је место у Брзавском округу, становништво је претежно влашко, ту се налази управни подуред и пошта-камбијатура на поштанској линији. Зограф Недељко Поповић радио је током 18. века иконе у православној цркви у Жебељу. Када је 1797. године пописан православни клир у месту је било шест свештеника. Пароси, поп Илија Мургуловић (рукоп. 1751), поп Павел Шубоњ (1782), поп Јован Стефановић (1792), поп Стефан Поповић, капелан Исак Поповић и ђакон Илија Пелевић - сви су се служили искључиво румунским језиком.
У Жебељу је 1904. године било седиште истименог православног протопрезвирата (поредак установљен још 1776), са 33 парохије и две филијале.
Према државном шематизму православног клира у Угарској, Жебељ је 1846. године и даље седиште Жебељског православног протопопијата. Окружни прота је жебељски парох поп Владислав Веселиновић. Православно матично звање основано је 1750. године а матице црквене су постепено увођене; најпре су се уписали рођени-крштени од 1779. године, а затим остале. У месту је половином 19. века православни храм посвећен Св. Илији. Било је неколико парохијских свештеника, поред проте Веселиновића, ту су још Исак Царан, Јован Стефановић, Јован Лојкица и Јозеф Стојка. Капелан је само један , и то поп Живојин Милић. У месту 1846. године је пописано 4172 становника. Народну школу похађа 79 ђака којима предаје учитељ Јозеф Јованов.
Почетком 20. века Жебељ је са статусом српска православна парохијска филијала, у Чаковачком срезу, са 19 православних Срба.
Српска војска је гонећи непријатељску немачку војску, да би се ослободио Банат, новембра 1918. године брзо напредовала ка Темишвару. Командант Коњичке бригаде, пуковник Никола Цоловић је 17. новембра заузео Жељељ.
Михајло Полит-Десанчић српски политички лидер Либералне странке у Аустроугарској се под старе дане повукао из политичког живота. Преселио се из Новог СадаSIRUTA код кћерке у Жебељ, где је и умро, дочекавши крај Великог рата 1920. године.
Пред Други светски рат, у Жебељу су се срели представници Румуније и Југославије. Дана 19. септембра 1939. године преговарали су ту министри иностраних послова две краљевине, Гафенка и Цинцар-Марковић.

## Становништво
Према подацима из 2002. године у насељу је живело 5350 становника.

### Попис2002.
| Расподела становништва по националности 2002.‍ | Расподела становништва по националности 2002.‍ | Расподела становништва по националности 2002.‍ | Расподела становништва по националности 2002.‍ | Расподела становништва по националности 2002.‍ |
| --------------------------------------------- | --------------------------------------------- | --------------------------------------------- | --------------------------------------------- | --------------------------------------------- |
|                                               |                                               |                                               |                                               |                                               |
| Румуни                                        | Румуни                                        |                                               | 4.884                                         | 91,4%                                         |
| Мађари                                        | Мађари                                        |                                               | 66                                            | 1,2%                                          |
| Роми                                          | Роми                                          |                                               | 344                                           | 6,4%                                          |
| Немци                                         | Немци                                         |                                               | 28                                            | 0,5%                                          |
| Срби                                          | Срби                                          |                                               | 14                                            | 0,3%                                          |
| неизјашњени                                   | неизјашњени                                   |                                               | 9                                             | 0,2%                                          |

### Хронологија
| Година       | 1992 | 1993 | 1994 | 1995 | 1996 | 1997 | 1998 | 1999 | 2000 | 2001 | 2002 | 2003 | 2004 | 2005 | 2006 | 2007 | 2008 | 2009 | 2010 | 2011 | 2012 | 2013 | 2014 | 2015 | 2016 | 2017 |
| ------------ | ---- | ---- | ---- | ---- | ---- | ---- | ---- | ---- | ---- | ---- | ---- | ---- | ---- | ---- | ---- | ---- | ---- | ---- | ---- | ---- | ---- | ---- | ---- | ---- | ---- | ---- |
| Становништво | 5013 | 4991 | 4955 | 4913 | 4938 | 4943 | 5008 | 5023 | 4988 | 5019 | 5003 | 4963 | 3428 | 3420 | 3422 | 3459 | 3473 | 3532 | 3559 | 3555 | 3575 | 3580 | 3586 | 3587 | 3616 | 3661 |